# Xã Webster, Quận Dodge, Nebraska
Xã Webster (tiếng Anh: Webster Township) là một xã thuộc quận Dodge, tiểu bang Nebraska, Hoa Kỳ. Năm 2010, dân số của xã này là 886 người.